# Bahnstrecke Windsor–Burlington
| Gesellschaft: | NECR                 |                                           |                                           |
| Mitbenutzung: | Amtrak               |                                           |                                           |
| Streckenlänge: | 185,7 km             |                                           |                                           |
| Spurweite: | 1435 mm (Normalspur) |                                           |                                           |
| |                      |                                           |                                           |
| Gleise: | 1                    |                                           |                                           |
| \| \| \| \| \| \| \| \| von Brattleboro \| \| \| \| \| Connecticut River (NH/VT) \| \| \| \| 0,0 \| Windsor VT Amtrak-Halt \| Windsor VT Amtrak-Halt \| \| \| 7,1 \| Hartland VT \| Hartland VT \| \| \| 14,6 \| Evarts VT (früher North Hartland) \| Evarts VT (früher North Hartland) \| \| \| \| Ottauquechee River \| \| \| \| \| Interstate 89 \| \| \| \| \| Verbindung nach Concord NH \| \| \| \| \| nach Lennoxville \| \| \| \| 22,7 \| White River Junction VT Amtrak-Halt \| White River Junction VT Amtrak-Halt \| \| \| \| von Concord \| \| \| \| \| nach Woodstock und Billings Park \| \| \| \| ? \| Hartford VT \| Hartford VT \| \| \| \| Interstate 91 \| \| \| \| \| White River \| \| \| \| \| Interstate 89 \| \| \| \| 34,4 \| West Hartford VT \| West Hartford VT \| \| \| \| White River \| \| \| \| 43,3 \| Sharon VT \| Sharon VT \| \| \| \| Interstate 89 \| \| \| \| 51,2 \| South Royalton VT \| South Royalton VT \| \| \| \| White River \| \| \| \| 54,1 \| Royalton VT \| Royalton VT \| \| \| \| White River, 2. Zweig \| \| \| \| \| Interstate 89 \| \| \| \| \| Anschluss zum Granitsteinbruch \| \| \| \| \| nach Rochester \| \| \| \| 62,1 \| Bethel VT (ehem. Keilbahnhof) \| Bethel VT (ehem. Keilbahnhof) \| \| \| \| White River, 3. Zweig (3×) \| \| \| \| \| Gilead Brook \| \| \| \| 73,5 \| Randolph VT Amtrak-Halt \| Randolph VT Amtrak-Halt \| \| \| \| White River, 3. Zweig (2×) \| \| \| \| 82,7 \| Braintree VT \| Braintree VT \| \| \| ? \| East Granville VT \| East Granville VT \| \| \| \| White River, 3. Zweig (3×) \| \| \| \| 96,2 \| Roxbury VT \| Roxbury VT \| \| \| \| Dog River (4×) \| \| \| \| 107,8 \| Northfield VT \| Northfield VT \| \| \| \| Dog River \| \| \| \| \| Cox Brook \| \| \| \| ? \| Northfield Falls VT \| Northfield Falls VT \| \| \| \| Dog River (2×) \| \| \| \| ? \| Riverton VT \| Riverton VT \| \| \| \| Dog River (4×) \| \| \| \| \| von Williamstown (Montpelier Junction) \| \| \| \| 121,8 \| Montpelier-Barre VT Amtrak-Halt \| Montpelier-Barre VT Amtrak-Halt \| \| \| \| Winooski River \| \| \| \| 129,4 \| Middlesex VT \| Middlesex VT \| \| \| \| Überlandstraßenbahn von Stowe \| \| \| \| 137,1 \| Waterbury-Stowe VT Amtrak-Halt \| Waterbury-Stowe VT Amtrak-Halt \| \| \| \| Winooski River \| \| \| \| ? \| North Duxbury VT \| North Duxbury VT \| \| \| \| Winooski River \| \| \| \| 148,7 \| Bolton VT \| Bolton VT \| \| \| 153,2 \| Jonesville VT \| Jonesville VT \| \| \| 158,4 \| Richmond VT \| Richmond VT \| \| \| \| Interstate 89 \| \| \| \| \| Winooski River \| \| \| \| 166,6 \| Williston VT \| Williston VT \| \| \| \| nach Rouses Point \| \| \| \| 173,0 \| Essex Junction VT \| Essex Junction VT \| \| \| \| Strecke Burlington–Cambridge Junction \| \| \| \| \| Verbindungskurve von Rouses Point \| \| \| \| 176,5 \| Fort Ethan Allen VT \| Fort Ethan Allen VT \| \| \| \| Winooski River (2×) \| \| \| \| \| Interstate 89 \| \| \| \| \| Straßenbahn Burlington \| \| \| \| 181,0 \| Winooski VT \| Winooski VT \| \| \| \| Winooski River \| \| \| \| \| Güterbahnhof (Endbahnhof 1849–1860) \| \| \| \| \| North Avenue Tunnel (ca. 50m) \| \| \| \| \| von Rouses Point \| \| \| \| 185,7 \| Burlington VT Union Station \| Burlington VT Union Station \| \| \| \| nach Bellows Falls und Cambridge Junction \| \| |                      |                                           |                                           |
| |                      |                                           |                                           |
| Strecke |                      | von Brattleboro                           | von Brattleboro                           |
| Grenze auf Brücke über Wasserlauf |                      | Connecticut River (NH/VT)                 | Connecticut River (NH/VT)                 |
| Bahnhof | 0,0                  | Windsor VT Amtrak-Halt                    | Windsor VT Amtrak-Halt                    |
| Dienststation / Betriebs- oder Güterbahnhof | 7,1                  | Hartland VT                               | Hartland VT                               |
| ehemaliger Haltepunkt / Haltestelle | 14,6                 | Evarts VT (früher North Hartland)         | Evarts VT (früher North Hartland)         |
| Brücke über Wasserlauf |                      | Ottauquechee River                        | Ottauquechee River                        |
| Strecke mit Straßenbrücke |                      | Interstate 89                             | Interstate 89                             |
| Abzweig geradeaus und nach rechts |                      | Verbindung nach Concord NH                | Verbindung nach Concord NH                |
| Abzweig geradeaus und nach rechts |                      | nach Lennoxville                          | nach Lennoxville                          |
| Bahnhof | 22,7                 | White River Junction VT Amtrak-Halt       | White River Junction VT Amtrak-Halt       |
| Abzweig geradeaus und ehemals von rechts |                      | von Concord                               | von Concord                               |
| Abzweig geradeaus und ehemals nach links |                      | nach Woodstock und Billings Park          | nach Woodstock und Billings Park          |
| Dienststation / Betriebs- oder Güterbahnhof | ?                    | Hartford VT                               | Hartford VT                               |
| Strecke mit Straßenbrücke |                      | Interstate 91                             | Interstate 91                             |
| Brücke über Wasserlauf |                      | White River                               | White River                               |
| Strecke mit Straßenbrücke |                      | Interstate 89                             | Interstate 89                             |
| Dienststation / Betriebs- oder Güterbahnhof | 34,4                 | West Hartford VT                          | West Hartford VT                          |
| Brücke über Wasserlauf |                      | White River                               | White River                               |
| ehemaliger Haltepunkt / Haltestelle | 43,3                 | Sharon VT                                 | Sharon VT                                 |
| Strecke mit Straßenbrücke |                      | Interstate 89                             | Interstate 89                             |
| Dienststation / Betriebs- oder Güterbahnhof | 51,2                 | South Royalton VT                         | South Royalton VT                         |
| Brücke über Wasserlauf |                      | White River                               | White River                               |
| ehemaliger Haltepunkt / Haltestelle | 54,1                 | Royalton VT                               | Royalton VT                               |
| Brücke über Wasserlauf |                      | White River, 2. Zweig                     | White River, 2. Zweig                     |
| Strecke mit Straßenbrücke |                      | Interstate 89                             | Interstate 89                             |
| Abzweig geradeaus und ehemals von rechts |                      | Anschluss zum Granitsteinbruch            | Anschluss zum Granitsteinbruch            |
| Abzweig geradeaus und ehemals nach links |                      | nach Rochester                            | nach Rochester                            |
| Dienststation / Betriebs- oder Güterbahnhof | 62,1                 | Bethel VT (ehem. Keilbahnhof)             | Bethel VT (ehem. Keilbahnhof)             |
| Brücke über Wasserlauf |                      | White River, 3. Zweig (3×)                | White River, 3. Zweig (3×)                |
| Brücke über Wasserlauf |                      | Gilead Brook                              | Gilead Brook                              |
| Bahnhof | 73,5                 | Randolph VT Amtrak-Halt                   | Randolph VT Amtrak-Halt                   |
| Brücke über Wasserlauf |                      | White River, 3. Zweig (2×)                | White River, 3. Zweig (2×)                |
| ehemaliger Bahnhof | 82,7                 | Braintree VT                              | Braintree VT                              |
| ehemaliger Haltepunkt / Haltestelle | ?                    | East Granville VT                         | East Granville VT                         |
| Brücke über Wasserlauf |                      | White River, 3. Zweig (3×)                | White River, 3. Zweig (3×)                |
| Dienststation / Betriebs- oder Güterbahnhof | 96,2                 | Roxbury VT                                | Roxbury VT                                |
| Brücke über Wasserlauf |                      | Dog River (4×)                            | Dog River (4×)                            |
| Dienststation / Betriebs- oder Güterbahnhof | 107,8                | Northfield VT                             | Northfield VT                             |
| Brücke über Wasserlauf |                      | Dog River                                 | Dog River                                 |
| Brücke über Wasserlauf |                      | Cox Brook                                 | Cox Brook                                 |
| ehemaliger Haltepunkt / Haltestelle | ?                    | Northfield Falls VT                       | Northfield Falls VT                       |
| Brücke über Wasserlauf |                      | Dog River (2×)                            | Dog River (2×)                            |
| ehemaliger Haltepunkt / Haltestelle | ?                    | Riverton VT                               | Riverton VT                               |
| Brücke über Wasserlauf |                      | Dog River (4×)                            | Dog River (4×)                            |
| Abzweig geradeaus, nach rechts und von rechts |                      | von Williamstown (Montpelier Junction)    | von Williamstown (Montpelier Junction)    |
| Bahnhof | 121,8                | Montpelier-Barre VT Amtrak-Halt           | Montpelier-Barre VT Amtrak-Halt           |
| Brücke über Wasserlauf |                      | Winooski River                            | Winooski River                            |
| ehemaliger Bahnhof | 129,4                | Middlesex VT                              | Middlesex VT                              |
| Abzweig geradeaus und ehemals von rechts |                      | Überlandstraßenbahn von Stowe             | Überlandstraßenbahn von Stowe             |
| Bahnhof | 137,1                | Waterbury-Stowe VT Amtrak-Halt            | Waterbury-Stowe VT Amtrak-Halt            |
| Brücke über Wasserlauf |                      | Winooski River                            | Winooski River                            |
| ehemaliger Haltepunkt / Haltestelle | ?                    | North Duxbury VT                          | North Duxbury VT                          |
| Brücke über Wasserlauf |                      | Winooski River                            | Winooski River                            |
| Dienststation / Betriebs- oder Güterbahnhof | 148,7                | Bolton VT                                 | Bolton VT                                 |
| ehemaliger Haltepunkt / Haltestelle | 153,2                | Jonesville VT                             | Jonesville VT                             |
| Dienststation / Betriebs- oder Güterbahnhof | 158,4                | Richmond VT                               | Richmond VT                               |
| Strecke mit Straßenbrücke |                      | Interstate 89                             | Interstate 89                             |
| Brücke über Wasserlauf |                      | Winooski River                            | Winooski River                            |
| ehemaliger Haltepunkt / Haltestelle | 166,6                | Williston VT                              | Williston VT                              |
| Abzweig geradeaus und nach rechts |                      | nach Rouses Point                         | nach Rouses Point                         |
| ehemaliger Bahnhof | 173,0                | Essex Junction VT                         | Essex Junction VT                         |
| Kreuzung (Querstrecke außer Betrieb) |                      | Strecke Burlington–Cambridge Junction     | Strecke Burlington–Cambridge Junction     |
| Abzweig geradeaus und von rechts |                      | Verbindungskurve von Rouses Point         | Verbindungskurve von Rouses Point         |
| ehemaliger Haltepunkt / Haltestelle | 176,5                | Fort Ethan Allen VT                       | Fort Ethan Allen VT                       |
| Brücke über Wasserlauf |                      | Winooski River (2×)                       | Winooski River (2×)                       |
| Strecke mit Straßenbrücke |                      | Interstate 89                             | Interstate 89                             |
| Kreuzung geradeaus unten (Querstrecke außer Betrieb) |                      | Straßenbahn Burlington                    | Straßenbahn Burlington                    |
| Dienststation / Betriebs- oder Güterbahnhof | 181,0                | Winooski VT                               | Winooski VT                               |
| Brücke über Wasserlauf |                      | Winooski River                            | Winooski River                            |
| Dienststation / Betriebs- oder Güterbahnhof |                      | Güterbahnhof (Endbahnhof 1849–1860)       | Güterbahnhof (Endbahnhof 1849–1860)       |
| Tunnel |                      | North Avenue Tunnel (ca. 50m)             | North Avenue Tunnel (ca. 50m)             |
| Abzweig geradeaus und ehemals von rechts |                      | von Rouses Point                          | von Rouses Point                          |
| Dienststation / Betriebs- oder Güterbahnhof | 185,7                | Burlington VT Union Station               | Burlington VT Union Station               |
| Strecke |                      | nach Bellows Falls und Cambridge Junction | nach Bellows Falls und Cambridge Junction |

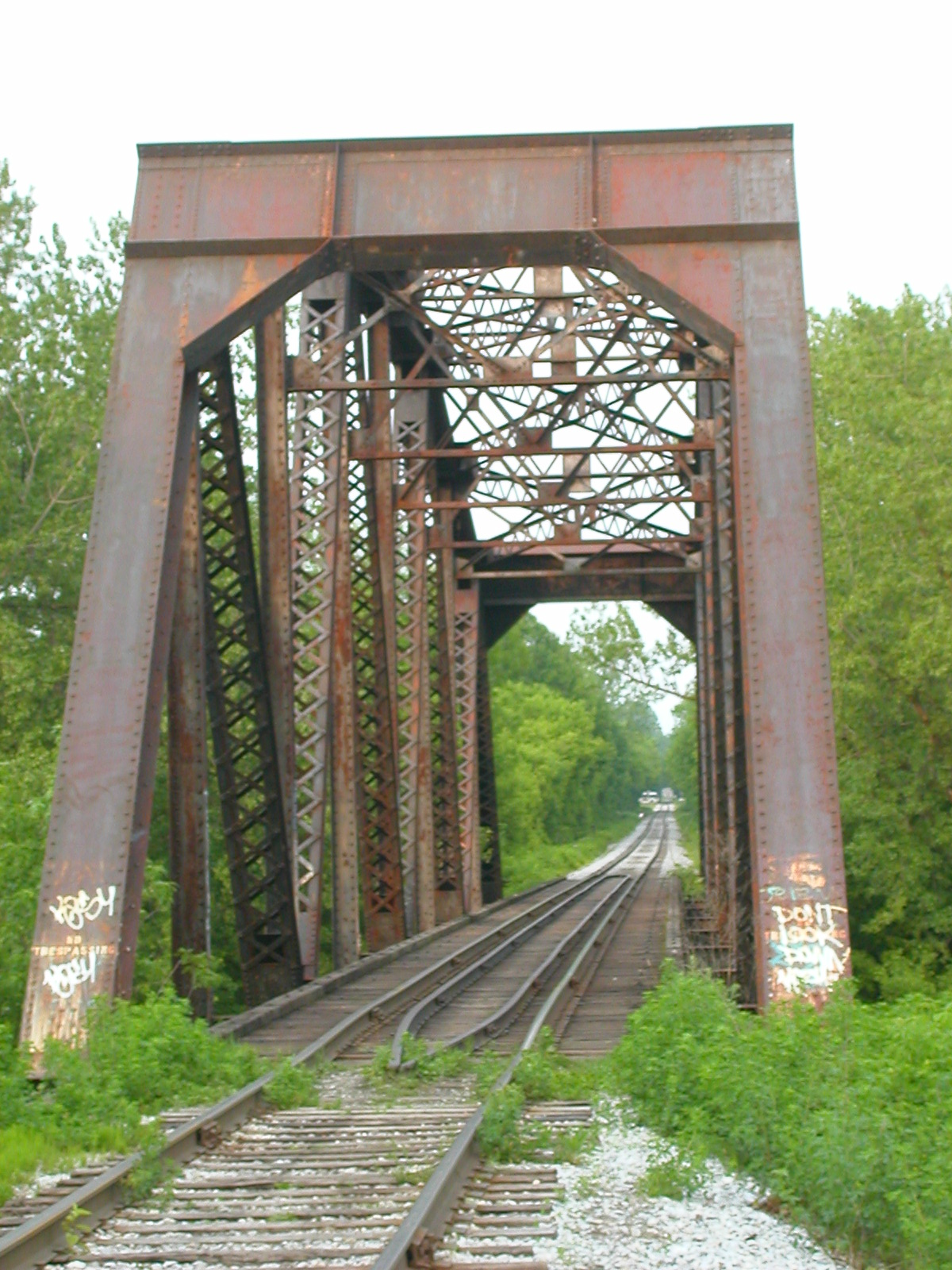
Brücke über den Winooski River bei Winooski.

Die Bahnstrecke Windsor–Burlington ist eine Eisenbahnstrecke in Vermont (Vereinigte Staaten). Sie ist 185,7 Kilometer lang und verbindet unter anderem die Städte Windsor, Bethel, Montpelier, Waterbury und Burlington. Die Strecke gehört der New England Central Railroad, die den Güterverkehr betreibt. Zwischen Windsor und Essex Junction verkehrt einmal täglich der Vermonter, ein Expresszug der Amtrak, über die Strecke. Zwischen Essex Junction und Burlington ist der Personenverkehr eingestellt.

## Geschichte

### Bau
Die Central Vermont  Railroad wurde 1843 mit dem Ziel gegründet, den Lake Champlain mit dem Connecticut River durch eine Eisenbahnstrecke zu verbinden. Hauptsitz der Gesellschaft wurde Northfield, die Heimatstadt des Firmengründers und Ex-Gouverneurs Charles Paine. Da Paine seine Fabriken an die Strecke anschließen wollte, wurde sie durch die Stadt Northfield geplant. Dafür musste man jedoch in Kauf nehmen, die Hauptstadt Montpelier nicht direkt anschließen zu können. Dies wurde jedoch durch eine Stichstrecke getan.
Die Bauarbeiten begannen bald und am 26. Juni 1848 erfolgte die Inbetriebnahme des ersten Streckenabschnitts der Vermont Central Railroad. Er führte über 40 Kilometer von White River Junction bis nach Bethel. Am 17. September war Roxbury und damit der Pass zwischen den Tälern des White und des Winooski River erreicht, ab 10. Oktober 1848 fuhren die Züge bis Northfield. Gleichzeitig wurde die Strecke auch in Richtung Süden weitergebaut. Am Westufer des Connecticut River entlang baute man der Sullivan County Railroad entgegen, die die Staatsgrenze zwischen Vermont und New Hampshire bei Windsor am 5. Februar 1849 erreichte. Acht Tage später ging auch der Lückenschluss zwischen Windsor und White River Junction in Betrieb. Noch im gleichen Jahr setzte man den Bahnbau in Richtung Burlington fort. Am 20. Juni erreichte der Schienenstrang Montpelier, am 30. August Middlesex, am 29. September Waterbury und am 31. Dezember 1849 ging schließlich die verbleibende Strecke bis zum Endbahnhof Burlington in Betrieb. Die Züge verkehrten anfangs von Windsor bzw. White River Junction kommend zunächst über die Stichstrecke nach Montpelier, machten dort Kopf und fuhren wieder nach Montpelier Junction zurück und weiter nach Burlington. Erst später musste in Montpelier Junction umgestiegen werden. Der Endbahnhof in Burlington lag anfangs im Norden der Stadt ohne Gleisverbindung mit der Rutland-Strecke. Erst im Mai 1860 baute die Vermont Central die Verbindung der beiden Strecken mit dem kurzen Tunnel unter der North Avenue.

### Weitere Entwicklung
Ab dem 1. Oktober 1900 gab die inzwischen aus der Vermont Central Railroad hervorgegangene Central Vermont Railway die Betriebsführung zwischen Windsor und White River Junction an die Boston and Maine Railroad ab, vereinbarte gleichzeitig jedoch ein Mitbenutzungsrecht für die in Windsor anschließende Boston&Maine-Strecke. Züge beider Bahngesellschaften nutzten nun den Abschnitt südlich von White River Junction. 1927 wurde ein großer Teil der Strecke durch ein Hochwasser zerstört. Die Strecke wurde schon bald mit finanzieller Unterstützung der Canadian National Railways wieder aufgebaut.
Im September 1966 beendete die Central Vermont den Personenverkehr auf der Strecke zwischen White River Junction und Essex Junction. Zwischen Essex Junction und Burlington fahren bereits seit 1938 nur noch Güterzüge. Auch die auf diesem Abschnitt parallel verlaufende Straßenbahnstrecke war zu diesem Zeitpunkt bereits auf Busbetrieb umgestellt. Nachdem der überregionale Schienenpersonenverkehr 1971 auf die Amtrak übergegangen war, wurden die Züge New York–Montréal (Montréaler), die bisher nördlich von White River Junction über Newport verkehrten, über Essex Junction umgeleitet, da hier die Bevölkerungsdichte höher ist. Ab dem 29. September 1972 wurde die Strecke somit bis Essex Junction wieder im Personenverkehr betrieben. Von April 1987 bis 1989 war der Montréaler eingestellt, da die Gleisqualität im Tal des Connecticut River einen Personenverkehr nicht mehr erlaubte. Die Interstate Commerce Commission ordnete 1988 an, dass die Guilford Transportation, die die Boston&Maine übernommen hatte, den Abschnitt von Windsor nach White River Junction an die Amtrak verkauft. Die Amtrak verkaufte die Strecke direkt weiter an die Central Vermont Railway, die sie reparierte und schließlich den Expresszug wieder fahren lassen konnte. 
Im Januar 1995 kaufte die New England Central Railroad die Strecke und führte den Güterverkehr weiter. Ab dem 2. April 1995 verkehrte statt des Montréaler der Vermonter, der seither Washington mit St. Albans verbindet.

## Streckenbeschreibung

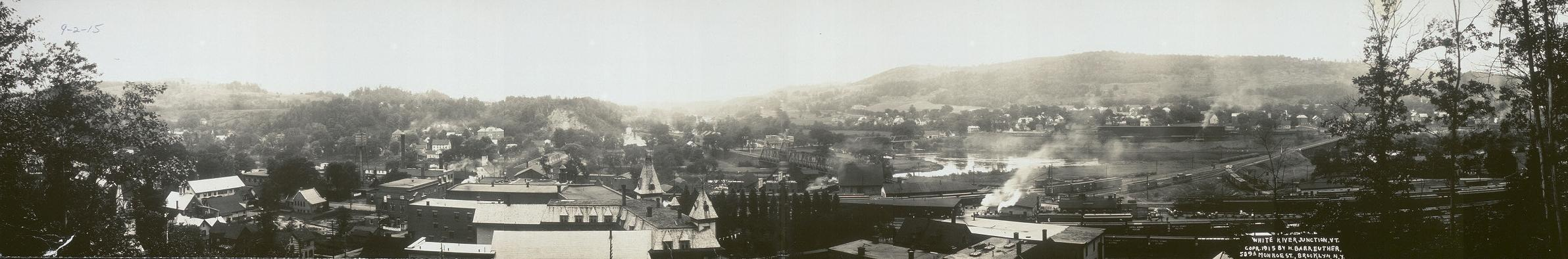
90°-Panorama des Bahnhofs White River Junction, 1915, Blickrichtung Norden bis Osten.

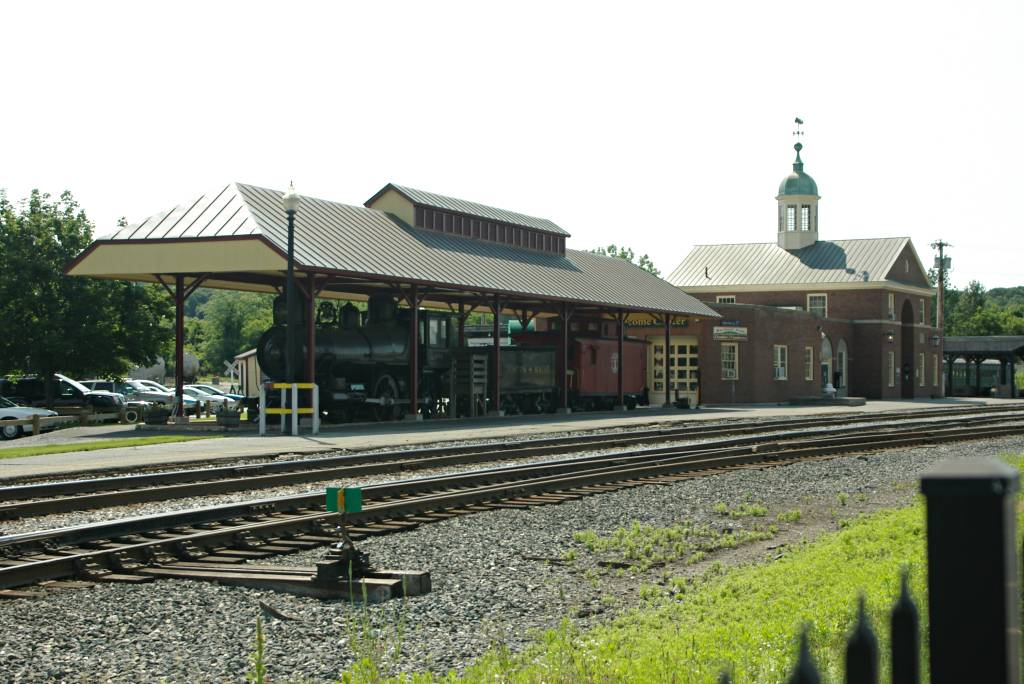
Bahnhof White River Junction, 2006.

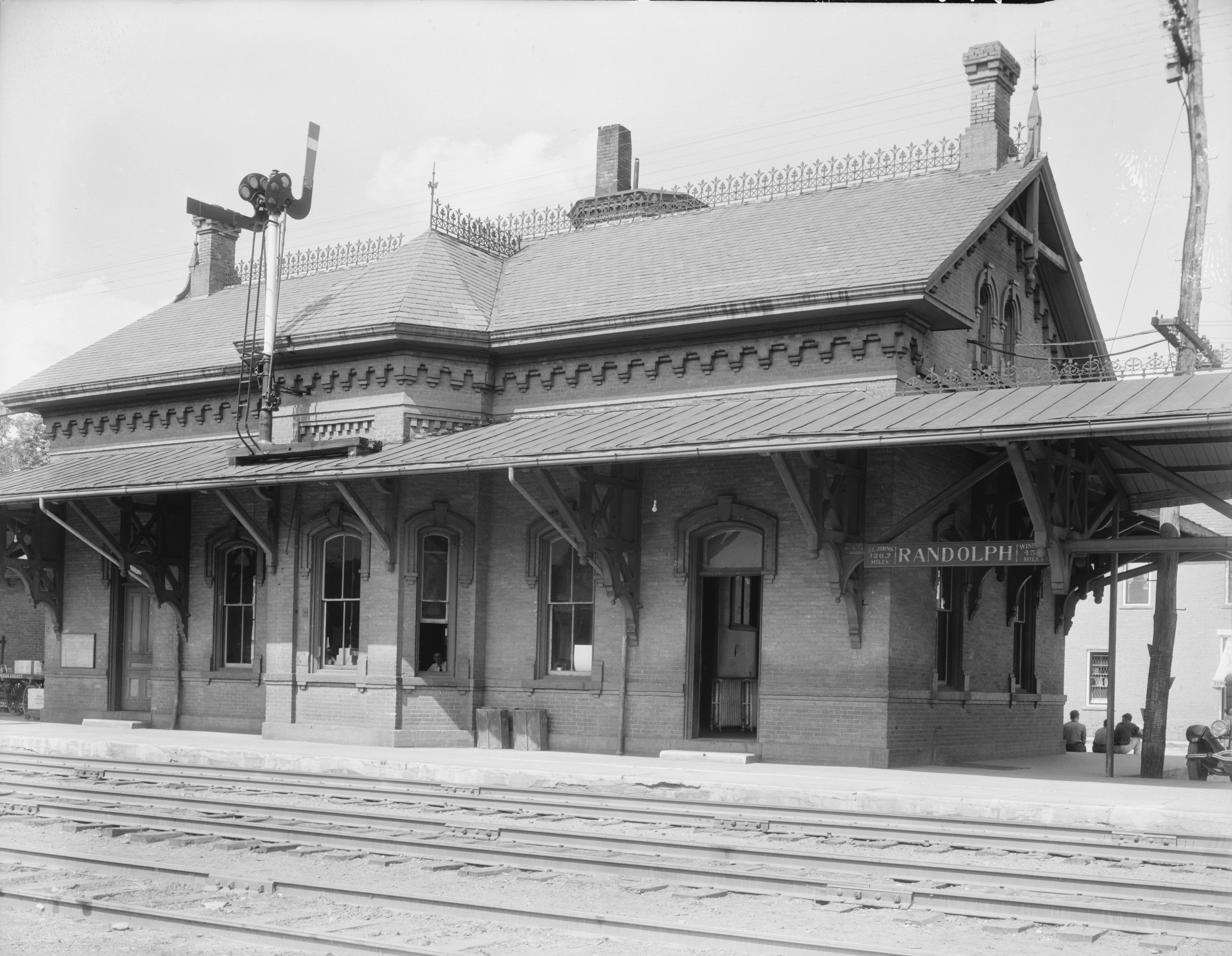
Bahnhof Randolph, 1937.

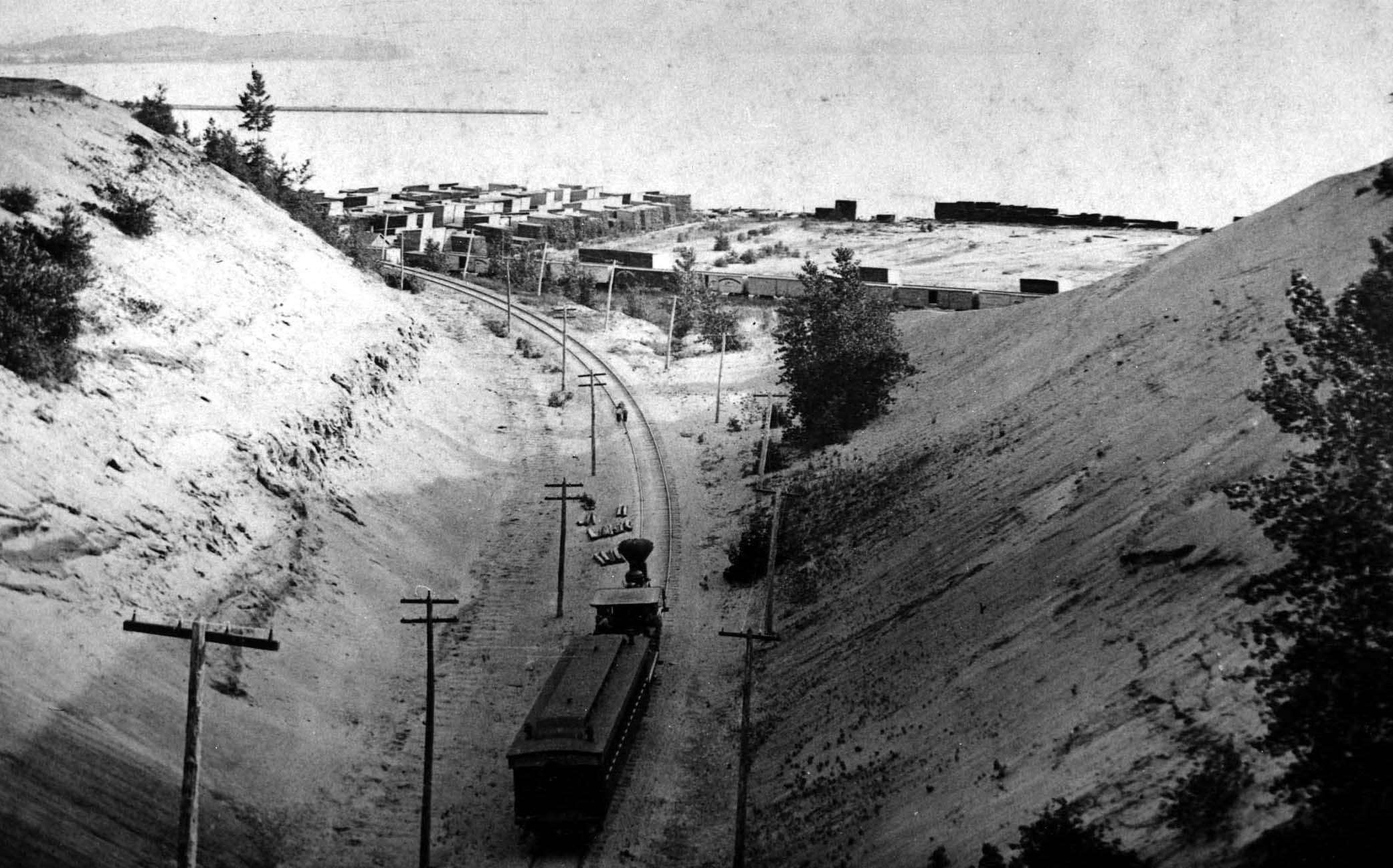
Kurz vor dem Endbahnhof in Burlington, 19. Jhdt.

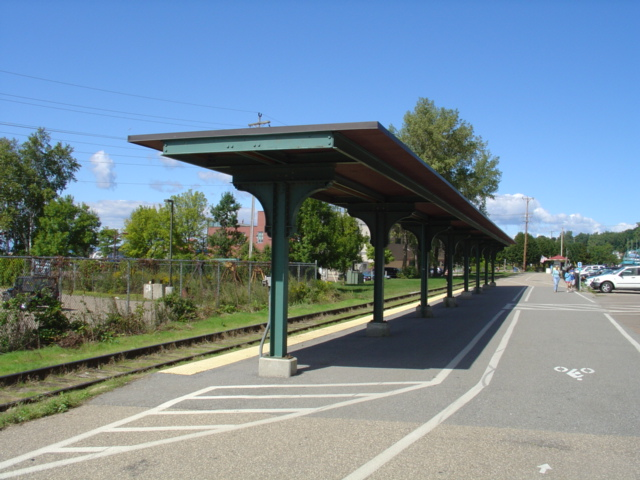
Burlington Union Station, 2006.

Die Strecke beginnt an der Brücke über den Connecticut River in Windsor, wo sie die nördliche Fortsetzung der Bahnstrecke Brattleboro–Windsor bildet. Der Fluss, auf dem auch die Staatengrenze nach New Hampshire verläuft, stellte bis 1900 die Eigentumsgrenze zwischen der Boston&Maine und der Central Vermont dar. Die Strecke verläuft zunächst am Westufer des Connecticut River nach Norden. 
Nach etwa 23 Kilometern ist der Knotenbahnhof White River Junction erreicht. Ursprünglich gab es hier einen Dreiecksbahnhof mit Bahnsteigen an allen drei Seiten. Die Nordseite bildete die hier endende Strecke von Concord, zu der eine Gleisverbindung aus Richtung Windsor besteht. Das Verbindungsgleis dieser Strecke nach Burlington einschließlich des früheren Personenbahnsteigs ist stillgelegt. Die Ostseite des Bahnhofs bildet die Bahnstrecke White River Junction–Lennoxville. Bis 1972 hielt hier der Montréaler. Die Bahnstrecke nach Burlington ist die südwestliche Seite des Bahnhofs, wo seit 1972 auch der Amtrak-Bahnsteig ist. Heute befindet sich auf dem Gelände des Bahnhofs auch das New England Transportation Museum.
Die Strecke verläuft weiter in Richtung Nordwesten im Tal des White River, der mehrfach überquert wird. In Bethel biegt die Strecke in das Tal des dritten Arms des White River ab, eines kleineren Zuflusses, der keinen eigenen Namen hat. Die Strecke führt nun nordwärts bis Roxbury, wo sich die Wasserscheide zwischen White River und Winooski River befindet. Über den Kamm fällt die Trasse in das Tal des Winooski River ab, dem sie bis Burlington folgt. Weitere Knotenbahnhöfe befinden sich in Montpelier Junction und Essex Junction. An beiden Stationen befinden sich Gleisdreiecke und Amtrak-Stationen. In Essex Junction halten die Züge nicht am ursprünglichen Bahnhof, sondern nördlich des Gleisdreiecks, bereits auf der Bahnstrecke Essex Junction–Rouses Point. Die Anlage in Essex Junction war jedoch anfangs noch komplexer. Die Bahnstrecke Burlington–Cambridge Junction durchquerte bis 1889 das Gleisdreieck niveaugleich. Sie führte südlich um die Stadt Burlington und traf am Endbahnhof, der Burlington Union Station, wieder auf die Strecke von Windsor. Ab 1889 benutzten die Züge von Cambridge Junction jedoch die Central-Vermont-Strecke über Winooski mit. In Essex Junction wurde daher eine Verbindungsweiche eingebaut. 

## Unfälle
Am 5. Februar 1887 entgleiste der Nachtzug von Boston nach Montréal auf der Brücke über den White River nordwestlich von Hartford. Vier der sechs Wagen des Zuges stürzten in den zugefrorenen Fluss und gerieten in Brand. 37 Menschen starben. 
Nach einer Dammunterspülung entgleiste am 15. Juni 1902 die Lok 394 mit einem Güterzug. Lok und Wagen rutschten die Böschung hinunter, von den fünf Personen an Bord des Zuges starben vier.
Bei einem Frontalzusammenstoß einer Lokomotive mit einem gemischten Zug bei voller Geschwindigkeit im Tunnel unter der North Avenue in Burlington starben am 5. Juni 1918 neun Personen. Die Lok war auf dem Weg zum Bahnhof Winooski und war neben den drei Personen im Führerstand mit mehreren Arbeitern besetzt, die auf dem Tender und auf den Puffern mitfuhren. Der gemischte Zug kam aus Cambridge Junction und war auf dem Weg nach Burlington.
Ein Zwischenfall, der landesweit für Schlagzeilen sorgte, ereignete sich am 20. Oktober 1973. Ein nie gefasster Täter brach in den Lokschuppen in Rutland ein und startete die Lok 602. Er sprang ab und überließ die fahrende Lok ihrem Schicksal. Sie fuhr führerlos in Richtung Norden auf der Bahnstrecke Bellows Falls–Burlington, überquerte dabei über 100 Bahnübergänge, durchfuhr die Stadt Burlington und weiter auf die Central-Vermont-Strecke, wo sie in Essex Junction in Richtung Norden abbog. Sie wurde erst nach 138 Kilometern Fahrt in Milton von einem auf die langsam fahrende Lok aufgesprungenen Polizisten gestoppt. Verletzt wurde niemand.